# Československo-sovětská smlouva
Československo-sovětských smluv bylo v historii Československa uzavřeno více.
Dvě „prozatímní“ smlouvy byly uzavřeny v roce 1922 (5. února s RSFSR a 5. června s USSR) a týkaly se vesměs „administrativních“ záležitostí (zřízení zastupitelství, spoje, pravidla pro obchodní operace).
Z důvodu obrany před vzrůstající agresivitou Německa byla 16. května 1935 uzavřena smlouva týkající se vzájemné pomoci v případě útoku Německa, která navazovala na smlouvu uzavřenou mezi Francií a Sovětským svazem po vstupu Sovětského svazu do Společnosti národů v roce 1934.
Další smlouva byla uzavřena během druhé světové války v Moskvě 12. prosince 1943. Navazovala na smlouvu anglicko-sovětskou z roku 1942 a týkala se vzájemné pomoci ve válce proti Německu i po válce. Smlouva také obsahovala položku o „nevměšování se do vnitřních záležitostí druhého státu“, byla uzavřena na 20 let a roku 1963 byla prodloužena. Jmenovala se Smlouva o přátelství, vzájemné pomoci a poválečné spolupráci mezi Československem a Svazem sovětských socialistických republik.
Za války byla ještě uzavřena smlouva 8. května 1944 o spolupráci mezi československými a sovětskými orgány na osvobozeném území, která nebyla dodržována.
Po sovětské okupaci v roce 1968 byla 16. října v Praze podepsána smlouva o dočasném pobytu vojsk.
Dne 6. května 1970 byla v Praze podepsána „Smlouva o přátelství, spolupráci a vzájemné pomoci mezi Československou socialistickou republikou a Svazem sovětských socialistických republik“.